# Osmia brevipes
Osmia brevipes är en biart som beskrevs av Van der Zanden 1994. Osmia brevipes ingår i släktet murarbin, och familjen buksamlarbin. Inga underarter finns listade i Catalogue of Life.